# Salamina
Salamina (grško Σαλαμίνα Salamína, antično in katarevusa: Σαλαμίς Salamís) , je največji grški otok v Saronskem zalivu, približno 2 km od obale Pireja in približno 16 kilometrov zahodno od Aten. Glavno mesto Salamina leži v zahodnem delu polmeseca v zalivu Salamina, ki se odpira v Saronski zaliv. Na vzhodni strani otoka je njegovo glavno pristanišče, Paloukia, drugo po velikosti v Grčiji za Pirejem.

## Ime
Tradicionalna etimologija Salamine izhaja od istoimenske nimfe Salamis, matere Kireja, legendarnega prvega kralja otoka. Sodobnejša teorija meni, da "Salamina" prihaja iz korena sal - sol in –amis - sredina; zato bi bila Salamina mesto sredi slane vode. Nekateri učenjaki povezujejo s semitskim korenom Š-L-M "zdravje, varnost, mir" zaradi dobro zaščitenega pristanišča.
Od 13. do 19. stoletja so se mesto, otok in zaliv Salamina imenovali Koulouri (Κουλούρι), verjetno zato, ker je bil okrogel kot kruh, imenovan koulouri. Staro ime je oživelo v 19. stoletju.  Ime Koulouri se še vedno uporablja neformalno za mesto.

## Zgodovina
Salamina je omenjena v Homerjevih spisih.
Salamina je verjetno najprej kolonizirala Ajgina, kasneje ga je zasedla Megara, a je postala atenska lastnina v času Solona ali Pejzistrata, po vojni med Atenami in Megaro okrog 600 pr. n. št. Po Strabonu je bilo antično glavno mesto na jugu otoka; v klasičnem obdobju je bilo na vzhodu, na polotoku Kamatero, ki gleda na Salaminsko ožino; v sodobnem času je na zahodu.
Po Homerjevi Iliadi je Salamina sodelovala v Trojanski vojni z dvanajstimi ladjami pod vodstvom Ajanta.
Otok Salamina je znan po bitki pri Salamini, odločilni pomorski zmagi grške flote, ki jo je vodil Temistokles, nad Perzici leta 480. pr. n. št. Pravijo, da je rodno mesto Ajanta in Evripida. V sodobnem času je sedež pomorske vojaške baze Salamina in sedež Helenske mornarice.
Najstarejša znana miza za štetje (predhodnica abaka) je bila odkrita na otoku Salamina leta 1899. Menijo, da so ga Babilonci uporabljali okoli 300 pred našim štetjem in je bolj igralna plošča in ne računska naprava. Ta je marmorna, približno 150 cm × 75 cm × 4,5 cm velika in ima izklesane grške simbole in vzporedne žlebove.
V času nemške invazije na Grčijo v drugi svetovni vojni je Luftwaffe 23. aprila 1941 bombardirala pristanišče in potopila grške bojne ladje Kilkis in Lemnos.
V šestdesetih in sedemdesetih letih so v času vojaške hunte spremembe zemljiške zakonodaje dovoljevale razčlenitev zemljišč. To je otok odprlo ogromnemu nenačrtovanemu in nereguliranemu mestnemu in primestnemu razvoju, vključno s številnimi hišami za vikend, zlasti ob severni in vzhodni obali. Pomanjkanje ustreznih naložb v infrastrukturo, skupaj s težko industrijo, je povzročilo onesnaženje morja in plaže na tej strani otoka. 
Septembra 2017 je prišlo do razlitja nafte ob obali otoka Salamina.

## Geografija
Salamina ima površino 93 km2; njena najvišja točka je Mavrovouni s 404 metri. Pomemben del otoka Salamina je skalnat in gorat. Na južnem delu otoka se nahaja borov gozd, kar je nenavadno za zahodno Atiko. Žal je ta gozd pogosto tarča požarov. Medtem ko so prebivalci celinskega podeželja v glavnem zaposleni v kmetijskem sektorju, večina prebivalcev Salamine dela v pomorskih poklicih (ribolov, trajekti in ladjedelnica na otoku) ali se zaposlijo v Atenah. Pomorska industrija je osredotočena na severovzhodno obalo otoka v pristanišču Paloukia (Παλούκια), kjer se nahajajo trajekti na celinsko Grčijo, v pristaniščih Ampelakia in na severni strani polotoka Kynosoura.
Otok Salamina je zelo priljubljen za počitnice in vikende prebivalcev Aten in Pireja; prebivalstvo se v najvišji sezoni dvigne na okoli 300.000 iz  c. 31.000 stalnih prebivalcev. To podpira močan storitveni sektor s številnimi kavarnami, bari, ouzerijami, tavernami in trgovinami za potrošniške izdelke po celem otoku. Na jugu otoka, ki je oddaljeno od pristanišča, obstaja veliko manj razvitih območij z dobrimi plažami, vključno z Aianteio, Maroudi, Perani, Peristeria, Kolones, Saterli, Selenia in Kanakia.

### Občine
Otok Salamina pripada otoški regijski enoti Atike. Od reforme lokalne uprave leta 2011 je otok upravljan kot ena občina. Pred tem je bil otok razdeljen na dve občini, ki sta po reformi postali občinski enoti Salamina in Ampelakia.
V občinski enoti Salamina, ki ima površino 80.992 kvadratnih kilometrov in po popisu leta 2011 31.776 prebivalcev, je glavno mesto Salamina (imenovana tudi Salamina City ali Koulouris, pop. 25.888 v letu 2011), ki jo sestavljajo okrožja Alonia, Agios Minas, Agios Dimitrios, Agios Nikolaos, Boskos, Nea Salamina, Tsami in Vourkari. Drugo največje mesto je Aiánteio (5888 prebivalcev). V občinski enoti Ampelakia, ki ima površino 15.169 kvadratnih kilometrov in 7507 prebivalcev, so največja mesta Ampelakia (4998) in Selinia (2509).

## Znamenitosti

### Samostan Faneromeni
Samostan Faneromeni se nahaja na severozahodnem delu otoka v bližini obale med borovci in oljkami. Samostan je v 17. stoletju zgradil sveti Lovrenc (Lampros Kanelos) na mestu, kjer je bila najdena ikona Matere božje. Imenovan je bil "faneromeni" ("pojaviti se"). Med grško revolucijo leta 1821 so se ženske in otroci zatekli v samostanu. Bil je bolnišnica za poškodovane častnike grške vojske. Freske je leta 1735 dopolnil Lampros Kanelos. Leta 1944 je bil moški samostan pretvorjen v ženski samostan. Vsako leto 23. avgusta je praznik, ki običajno traja več dni in romarji z vsega sveta prihajajo v Faneromeni, da se priporočijo Mariji.

### Druge znamenitosti
- Ohranjena dva od prvotnih deset mlinov na veter v občini Salamina. V 19. stoletju so bili zgrajeni za mletje pšenične moke.
- Profitis-Ilias kapela, zgodnje 20. stoletje, v Salamini.
- Villa Galeos, 19. stoletje, v Salamini (Agios Minas).
- Cerkev Agios Minas, zgrajena leta 1869, v Salamini (Agios Minas).
- Cerkev Agios Dimitrios, zgrajena leta 1806 v Salamini.
- Cerkev Agiosa Ioannisa v Eandiju iz 11. stoletja.
- Cerkev Agios Dimitriosa od 12. do 14. stoletja s ponovno uporabljenimi deli zgodnjekrščanskih cerkva iz 5. in 7. do 11. stoletja.
- Poprsje Georgiosa Karaiskakisa, 1982 v Salamini (Vourkari).
- Kapela Agios Georgios, zgrajena okoli 1250.
- Evripidova jama, 450 pr. n. št., blizu Peristerie.
- Kamniti svetilnik, 1901 pri Peristeriji.
- Kapelica Agios Grigoris, 12. stoletje, s strani Psili Ammos.
- Samostan Agios Nikolaos, 17. stoletje, blizu Kanakije.
- Cerkev Agios Ioannis Kalyvitis, 11. stoletje, v bližini Kanakije.
- Hiša Angelosa Sikelianosa, zgrajena leta 1935, v bližini Faneromeni.
- majhno kamnito gledališče, zgrajeno leta 1990, Selinia

## Pomembni ljudje

### Mitološki in antični ljudje
- Ajant Veliki, legendarni kralj otoka Salamina, sin Telamona in polbrat Tevkerja
- Kihrej, prvi kralj otoka Salamina
- Evripid, traged (480 pr. n. št. - 406 pr. n. št.)
- Merokles, govornik (4. stoletje pred našim štetjem)
- Telamon, kralj otoka Salamina
- Tevker, polbrat Ajanta Velikega, sin Telamona, vojak trojanske vojne in ustanovitelj mestne države Salamina na Cipru

### Sodobni ljudje
- Georgios Karaiskakis (c.1780-1827), junak grške vojne za neodvisnost, je pokopan na Salamini.
- Polychronis Lempesis (1848-1913), slikar
- Giorgos Papasideris (1902-1977), pevec, skladatelj in lirik
- Angelos Sikelianos (1884-1951), pesnik in dramatik, katerega hiša je bila blizu samostana Faneromeni

## Pobratena mesta
Otok Salamina je pobraten s Famagusto na Cipru (1998).